# Svinná (Skuhrov nad Bělou)
Svinná (německy Swinnai) je vesnice, část obce Skuhrov nad Bělou v okrese Rychnov nad Kněžnou. Nachází se asi 2 km na severozápad od Skuhrova nad Bělou. V roce 2009 zde bylo evidováno 54 adres. V roce 2001 zde trvale žilo 78 obyvatel.
Svinná leží v katastrálním území Svinná u Brocné o rozloze 3,91 km2.

## Další fotografie

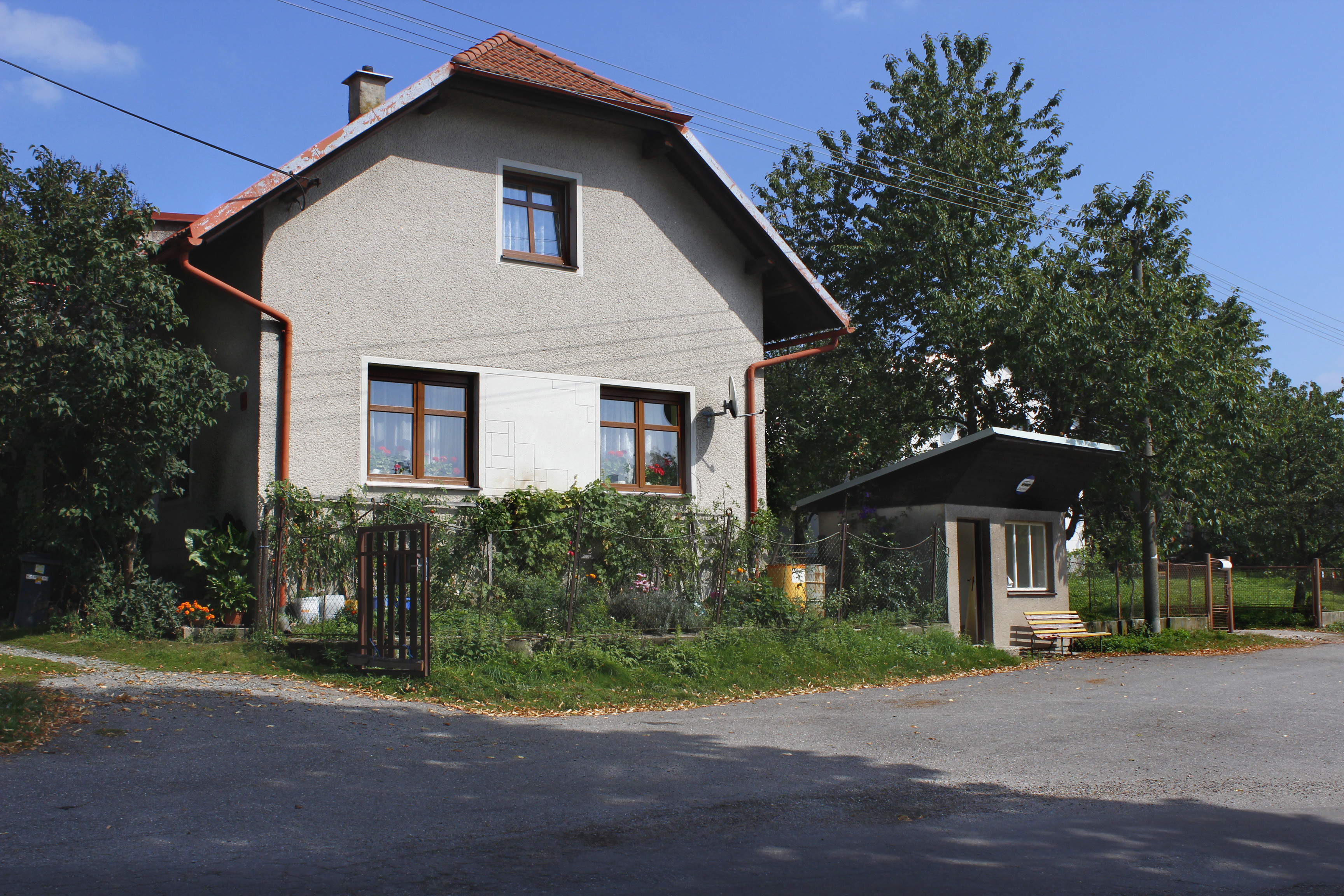
Autobusová zastávka
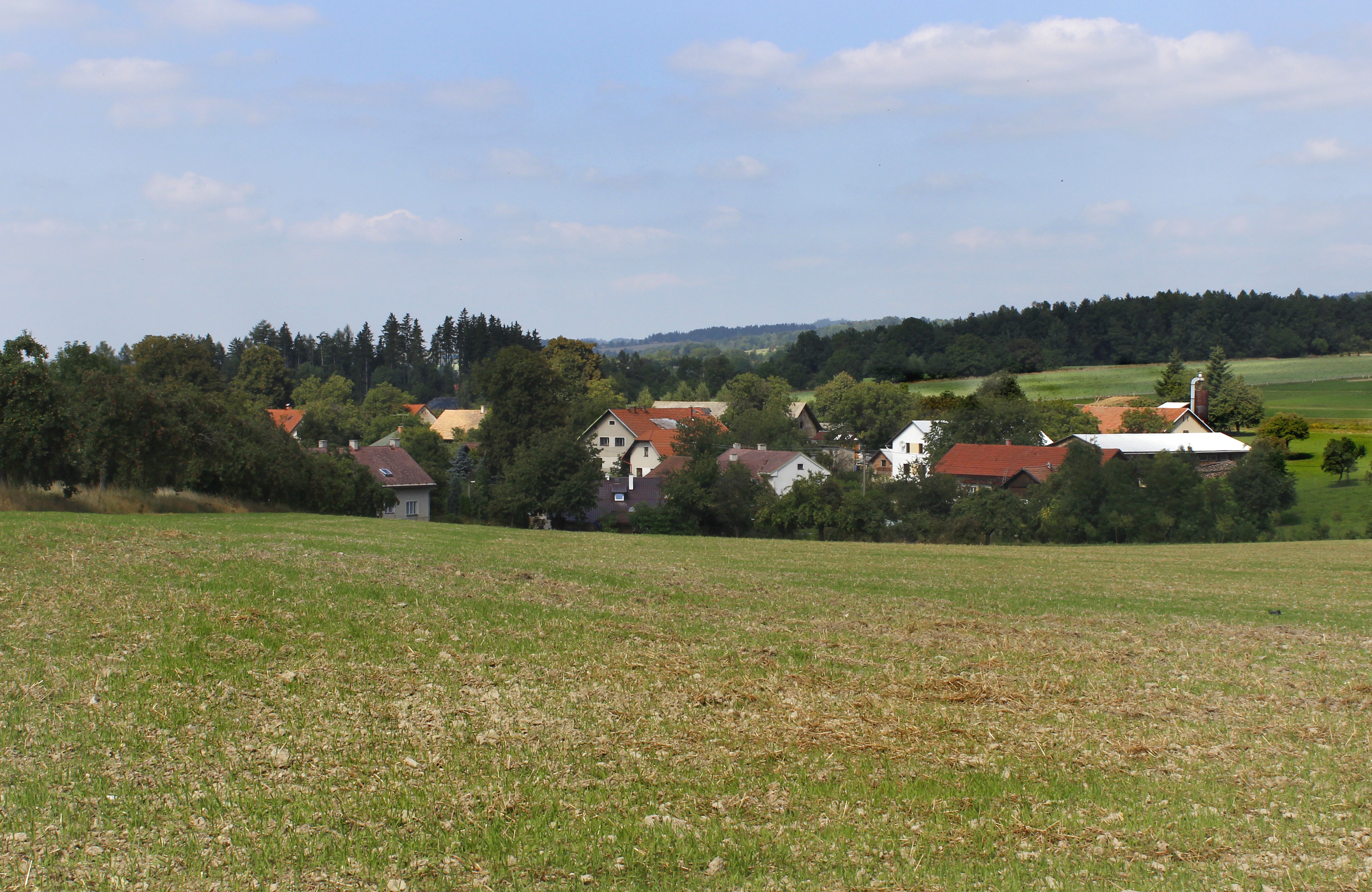
Vesnice z jihu
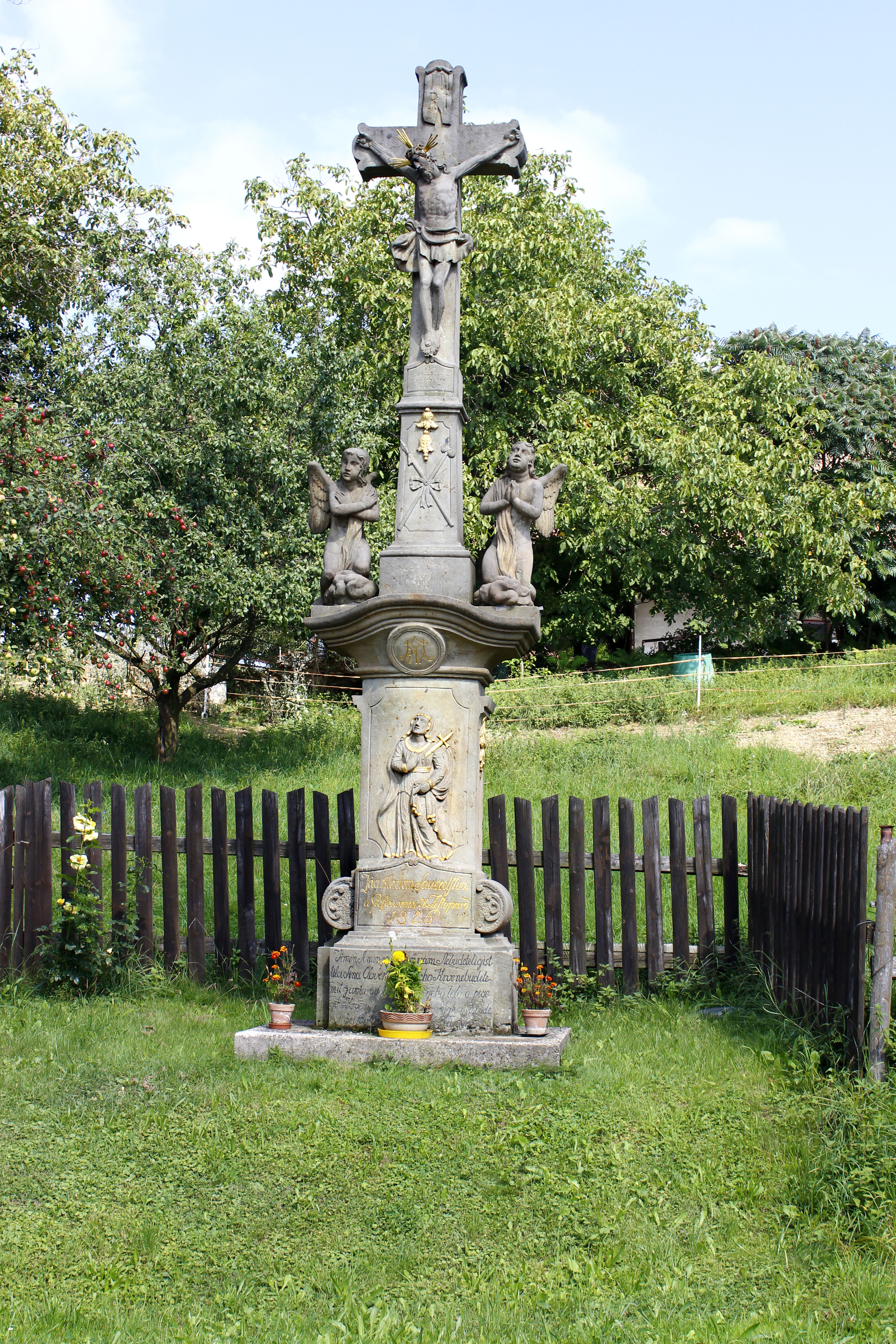
Křížek na křižovatce